# Ketschendorf (Coburg)

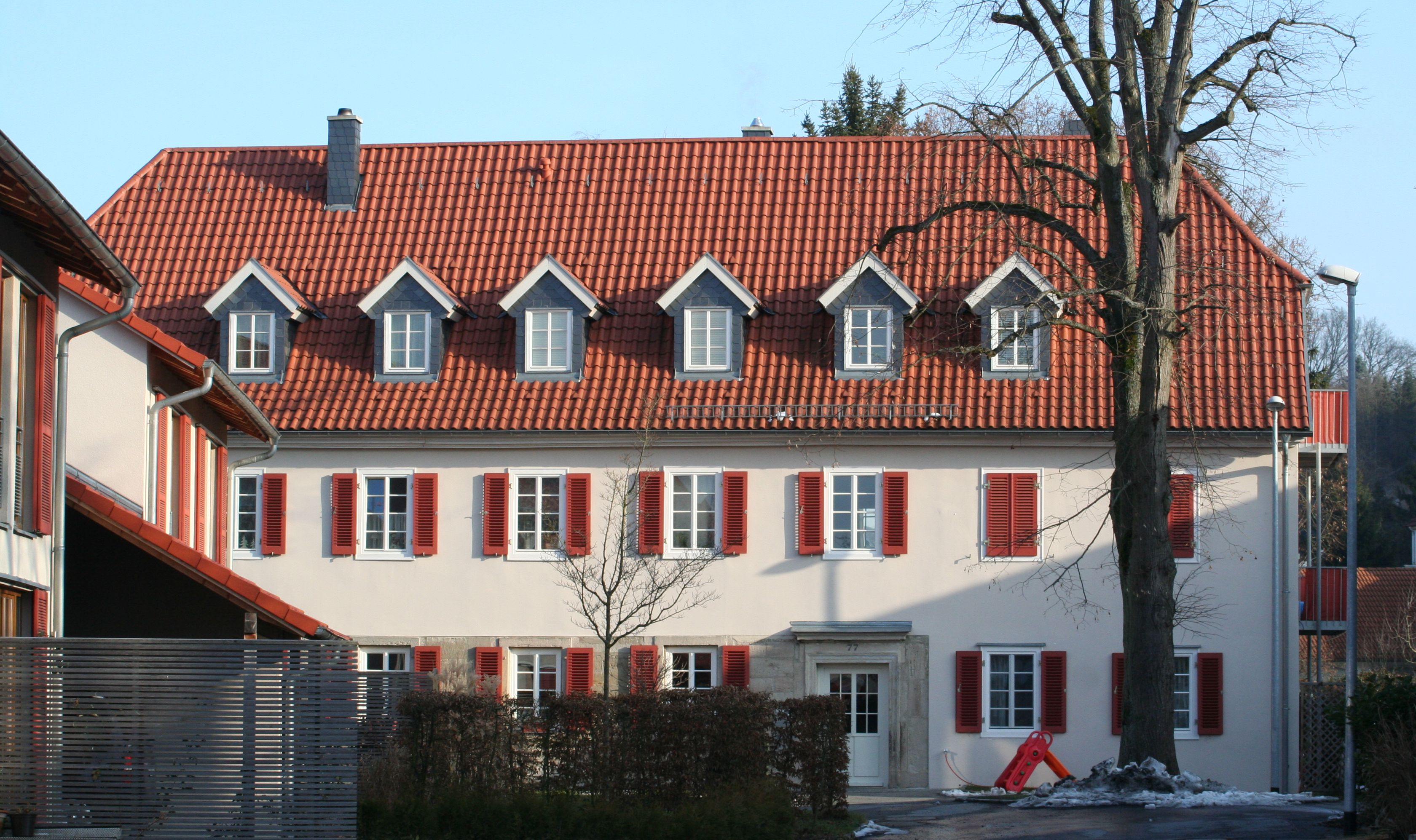
Ehemaliger Propsteihof

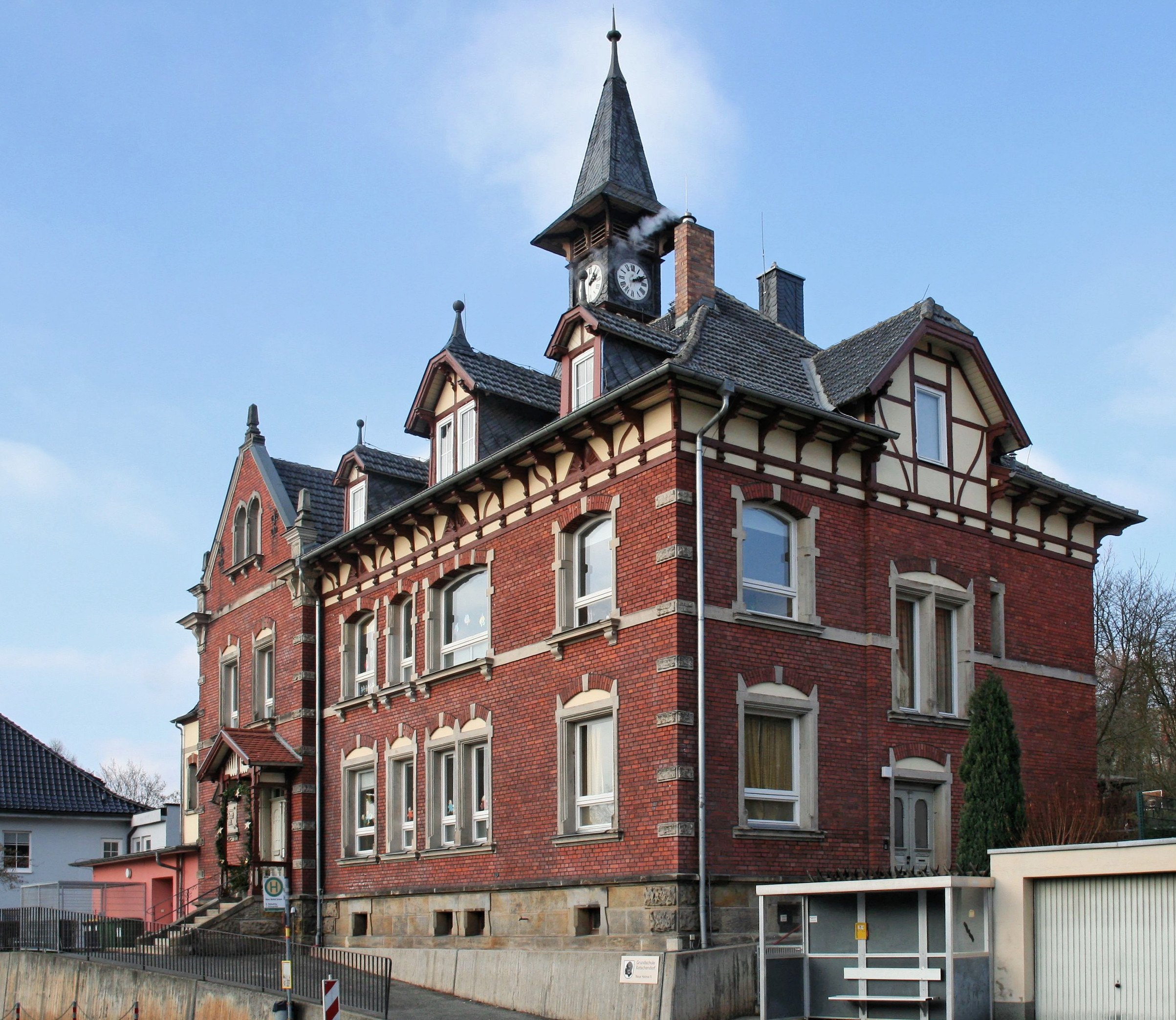
Neue-Heimat-Schule von 1902, heute Grundschule Coburg-Ketschendorf

Ketschendorf ist ein südlicher Stadtteil der oberfränkischen Stadt Coburg.

## Geografie
Die Ortschaft grenzt an die Coburger Kernstadt, die Coburger Stadtteile Creidlitz und Seidmannsdorf sowie an die Gemeinden Ahorn und Grub am Forst. Am 30. Juni 2010 zählte Ketschendorf 1631 Einwohner, was eine Bevölkerungsdichte von 911 Einwohnern pro km² ergibt. Der Ort liegt oberhalb der Mündung des etwa fünf Kilometer langen Ketschenbaches in die Itz, der bei Seidmannsdorf mit der Einmündung des Kiengrundbaches beginnt. Die Ketschendorfer Straße, der Straßenanschluss an Coburg, entstand 1786–1794 als Landstraße. Zuvor musste die heutige Hohe Straße benutzt werden.

## Geschichte
Die erste gesicherte urkundliche Erwähnung Ketschendorfs wird auf das Jahr 1100 datiert. Im Kopialbuch der Propstei Coburg des Benediktinerklosters Saalfeld, das im Staatsarchiv Coburg aufbewahrt wird, befindet sich eine Abschrift des Textes einer Urkunde aus 1100. In der übereigneten der Adelige Sibot und seine Gemahlin Hildegunt in Chezzendorf ein Zinsgut mit 30 Morgen Land. Eigentümer des Propsteihofes in der Ketschendorfer Straße 77 sind seit 1518 nachweisbar. Der Kern des Gebäudes wurde um 1660 erbaut. Im Laufe der Jahrhunderte entwickelte sich der Siedlungsbezirk entlang des Ketschenbaches, in Richtung Osten und hatte im Jahr 1445 etwa 60 Einwohner.
Am 28. September 1632 schlug Wallenstein während der Belagerung der Veste Coburg sein persönliches Quartier in Ketschendorf auf. Zwei Jahre später zerstörte der General von Lamboy den ganzen Ort. Der erste Neubau eines Bauernhofs war 1651 und erst 1725 hatte der Baubestand des Dorfes wieder dem Umfang der Zeit vor dem Dreißigjährigen Krieg. Mit dem Bau des Ketschendorfer Schlosses im Jahr 1804 als Sommerschlösschen für Herzogin Auguste, Gemahlin Franz Friedrich Antons von Sachsen-Coburg-Saalfeld, folgte im 19. Jahrhundert durch die Vielzahl von Besuchern ein wirtschaftlicher Aufschwung des überwiegend bäuerlich bestimmten Ortes. 1903 wurde am nördlichen Rand der Ketschendorfer Gemarkung das neue Landkrankenhaus eröffnet. 1904 und 1905 entstanden im Postweg eine Kartonagen- und die Etui- und Holzwarenfabrik Lieberknecht & Schurg.
Eine eigene Schule wurde 1902 eröffnet, zuvor mussten die Ketschendorfer Schulpflichtigen nach Seidmannsdorf laufen. In dem 1901 im Stil der Neurenaissance errichteten Schulgebäude, der späteren Neue-Heimat-Schule, befindet sich heute die Grundschule Coburg-Ketschendorf; später wurde der Altbau durch einen angegliederten Neubau mit weiteren Schulräumen ergänzt.
1910 hatte der Ort 643 Einwohner. 1925 zählte Ketschendorf 81 Wohngebäude mit 686 Personen, von denen 654 evangelisch und 24 katholisch waren. Am 1. Juli 1934 folgte die Eingemeindung nach Coburg mit 186 ha Gemeindefläche und 766 Einwohnern.
Am Ketschendorfer Hang entstand ab 1936 eine Wohnsiedlung in der Straße Neue Heimat. Es war eine Arbeitsbeschaffungsmaßnahme. Im Jahr 1950 und ab 1963 wurde die Siedlung erheblich erweitert. Auf dem Pelzhügel im Süden Ketschendorfs folgte 1973 ein weiteres Neubaugebiet. Heute hat Ketschendorf den Siedlungscharakter einer Vorstadt.
Seit etwa 1500 gehörte Ketschendorf zum Kirchspiel der evangelisch-lutherischen Pfarrkirche in Seidmannsdorf, nach 1934 zu St. Moriz in Coburg und von 1969 bis 2021 hatte der Stadtteil eine eigene Pfarrkirche, die Lukas-Kirche. In der katholischen Kirche gehört der Ort seit dem 19. Jahrhundert zum Coburger Kirchensprengel St. Augustin.

## Öffentliche Einrichtungen
In Ketschendorf gibt es eine Kirche, einen Kindergarten, einen Jugendtreff und eine Grundschule Coburg-Ketschendorf. Das Coburger Klinikum ist auch in dem Ortsteil beheimatet.

## Sehenswürdigkeiten
- Schloss Ketschendorf

Siehe auch: Liste der Baudenkmäler in Coburg/Ketschendorf

## Persönlichkeiten
- Wilhelm Rehlein (1885–1954), Politiker (NSDAP), Coburger Stadtbaurat und Bürgermeister
- Ernst von Althaus (1890–1946), in Ketschendorf geborener Offizier, Jagdpilot und Berliner Landgerichtspräsident